# Yakubu Alfa
Yakubu Alfa (* 31. prosince 1990, Minna) je fotbalista, záložník či útočník z Nigérie, který v současnosti působí v FK AS Trenčín.

## Fotbalová kariéra
S fotbalem začal v Niger Tornadoes FC. Mezi jeho další angažmá patří: Helsingborgs IF, Škoda Xanthi, AEK Larnaka a FK AS Trenčín.